# Berrobi
Berrobi es un municipio de la provincia de Guipúzcoa, País Vasco (España).

## Toponimia
Berrobi parece un topónimo de los de tipo descriptivo y proveniente de la lengua vasca. La palabra berro tiene variados significados en lengua vasca, aunque todos ellos relacionados generalmente con una vegetación húmeda y frondosa. Además de referirse a la planta conocida en castellano también como berro, puede significar también lugar húmedo y sombrío donde crecen berros, zarza, matorral, jaro, seto, cercado de plantas, e incluso sembrado, tierra preparada para el cultivo.
El segundo término del topónimo -bi, podría estar relacionado con (i)bi (vado), o bi(de), camino.
Koldo Mitxelena, en su libro Apellidos Vascos, dio al topónimo el significado etimológico de camino de zarzas o jaros.
El pueblo se ubica a orillas del río Zelai o Berástegui en un estrechamiento del valle.
El nombre del municipio se dice y escribe igual en castellano y en lengua vasca.
El gentilicio es berrobitarra, que proviene del nombre del pueblo y el sufijo -(t)arra, utilizado en lengua vasca para la formación de gentilicios.

## Demografía
Berrobi cuenta con una población de 553 habitantes (INE 2024).
| Gráfica de evolución demográfica de Berrobi entre 1842 y 2021                                                       |
| |
| Población de derecho según los censos de población del INE Población de hecho según los censos de población del INE |

## Administración y política
| Partido político                                              | 2019  | 2019       | 2015  | 2015       | 2011  | 2011       | 2007  | 2007       | 2003  | 2003       | 1999  | 1999       | 1995  | 1995       |
| Partido político                                              | %     | Concejales | %     | Concejales | %     | Concejales | %     | Concejales | %     | Concejales | %     | Concejales | %     | Concejales |
| Partido Socialista de Euskadi-Euskadiko Ezkerra (PSE-EE PSOE) | 12,10 | 7          | 2,31  | 0          | 0,00  | 0          | —     | —          | —     | —          | —     | —          | —     | —          |
| Euskal Herria Bildu (EH Bildu)-Bildu                          | —     | —          | 85,77 | 7          | 52,81 | 4          | —     | —          | —     | —          | —     | —          | —     | —          |
| Giroa (GIR)                                                   | —     | —          | —     | —          | 43,52 | 3          | 54,46 | 4          | 56,74 | 4          | —     | —          | —     | —          |
| Partido Popular del País Vasco (PP)                           | —     | —          | —     | —          | 1,22  | 0          | 0,96  | 0          | 0,78  | 0          | —     | —          | —     | —          |
| Ortzadar Hauteskunde Elkartea (OHEL)                          | —     | —          | —     | —          | —     | —          | 43,37 | 3          | —     | —          | —     | —          | —     | —          |
| Berrobi Bultzatzen (BB)                                       | —     | —          | —     | —          | —     | —          | —     | —          | 24,09 | 2          | —     | —          | —     | —          |
| Aurrerantz Taldea (AT)                                        | —     | —          | —     | —          | —     | —          | —     | —          | 17,88 | 1          | —     | —          | —     | —          |
| Zabalgune (Z)                                                 | —     | —          | —     | —          | —     | —          | —     | —          | —     | —          | 94,25 | 7          | —     | —          |
| Talde Herritarra (TH)                                         | —     | —          | —     | —          | —     | —          | —     | —          | —     | —          | —     | —          | 84,72 | 7          |

## Patrimonio
Hay en la localidad una iglesia de San Andrés.